# Rolls-Royce Silver Cloud
Rolls-Royce Silver Cloud är en personbil, tillverkad av den brittiska biltillverkaren Rolls-Royce mellan 1955 och 1966.

## Bakgrund
Silver Cloud var en stor försäljningsframgång för Rolls-Royce och med den nya modellen vände det interna styrkeförhållandet mellan Rolls och syskonmärket Bentley. Alltsedan trettiotalet hade Bentley sålts i större volymer än den exklusivare Rolls. I fallet med företrädaren Silver Dawn kontra Bentley R-type hade man sålt tre Bentley på varje Rolls. Men med Silver Cloud kontra Bentley S-type sålde man nästan exakt lika många av båda märkena. Dessutom upphörde nästan försäljningen av Silver Wraith med sina unika karosser. De flesta kunder var fullt nöjda med standardkarossen på Silver Cloud.

## Silver Cloud I
Silver Cloud I var den första Rolls-Royce vars kaross var ritad direkt för bilen. Företrädaren Silver Dawn hade varit en förklädd Bentley. Tekniken byggde vidare på Silver Dawn och Silver Wraith, men automatlåda var numera standardutrustning. Bilen fanns med två olika hjulbaser, normal eller lång (LWB). Rolls-Royce levererade även rullande chassin, som sedan försågs med kaross från fristående karossmakare. De flesta fick öppna cabriolet-karosser från främst Mulliner Park Ward, men det byggdes även exempelvis limousine-karosser på LWB-chassin.

## Silver Cloud II
1959 kom Silver Cloud II med en ny V8, en stötstångsmotor byggd i aluminium. Cylinderdiametern var 104,4 mm och slaglängden 91,44 mm, vilket ger en cylindervolym på 6230 cm³. Effekten låg runt 170 hk. Den nya motorn gav bilen betydligt bättre prestanda.

## Silver Cloud III
Sista utvecklingen, Silver Cloud III, kom 1963 med dubbla strålkastare. Förändringen sägs ha genomförts för att förbereda kunderna inför presentationen av Silver Shadow.

## Tillverkning
| Modell                   | Antal |
| ------------------------ | ----- |
| Silver Cloud             | 2 238 |
| Silver Cloud LWB         | 85    |
| Silver Cloud, chassi     | 121   |
| Silver Cloud II          | 2 417 |
| Silver Cloud II LWB      | 258   |
| Silver Cloud II, chassi  | 107   |
| Silver Cloud III         | 2 044 |
| Silver Cloud III LWB     | 206   |
| Silver Cloud III, chassi | 328   |